# Rozières-en-Beauce
Rozières-en-Beauce és un municipi francès, situat al departament del Loiret i a la regió de Centre – Vall del Loira. L'any 2007 tenia 181 habitants.

## Demografia

### Població
El 2007 la població de fet de Rozières-en-Beauce era de 181 persones. Hi havia 68 famílies, de les quals 16 eren unipersonals (4 homes vivint sols i 12 dones vivint soles), 24 parelles sense fills i 28 parelles amb fills.
La població ha evolucionat segons el següent gràfic:
Habitants censats

### Habitatges
El 2007 hi havia 71 habitatges, 68 eren l'habitatge principal de la família, 2 eren segones residències i 2 estaven desocupats. 69 eren cases i 2 eren apartaments. Dels 68 habitatges principals, 62 estaven ocupats pels seus propietaris, 4 estaven llogats i ocupats pels llogaters i 2 estaven cedits a títol gratuït; 11 tenien tres cambres, 16 en tenien quatre i 41 en tenien cinc o més. 61 habitatges disposaven pel capbaix d'una plaça de pàrquing. A 11 habitatges hi havia un automòbil i a 51 n'hi havia dos o més.

### Piràmide de població
La piràmide de població per edats i sexe el 2009 era:
| Homes | Edats   | Dones |
| ----- | ------- | ----- |
| 0     | 95 o +  | 0     |
| 0     | 90 a 94 | 0     |
| 0     | 85 a 89 | 0     |
| 4     | 80 a 84 | 0     |
| 4     | 75 a 79 | 4     |
| 0     | 70 a 74 | 8     |
| 4     | 65 a 69 | 4     |
| 0     | 60 a 64 | 0     |
| 4     | 55 a 59 | 0     |
| 0     | 50 a 54 | 0     |
| 4     | 45 a 49 | 4     |
| 24    | 40 a 44 | 16    |
| 4     | 35 a 39 | 16    |
| 0     | 30 a 34 | 0     |
| 8     | 25 a 29 | 4     |
| 4     | 20 a 24 | 4     |
| 8     | 15 a 19 | 12    |
| 24    | 10 a 14 | 16    |
| 8     | 5 a 9   | 0     |
| 0     | 0 a 4   | 0     |

## Economia
El 2007 la població en edat de treballar era de 116 persones, 98 eren actives i 18 eren inactives. De les 98 persones actives 94 estaven ocupades (52 homes i 42 dones) i 4 estaven aturades (1 home i 3 dones). De les 18 persones inactives 4 estaven jubilades, 10 estaven estudiant i 4 estaven classificades com a «altres inactius».

### Ingressos
El 2009 a Rozières-en-Beauce hi havia 69 unitats fiscals que integraven 192 persones, la mediana anual d'ingressos fiscals per persona era de 20.732 €.

### Activitats econòmiques
Dels 5 establiments que hi havia el 2007, 1 era d'una empresa de construcció, 1 d'una empresa de comerç i reparació d'automòbils, 1 d'una empresa de transport, 1 d'una empresa d'hostatgeria i restauració i 1 d'una empresa de serveis.
L'únic servei als particulars que hi havia el 2009 era un guixaire pintor.
L'any 2000 a Rozières-en-Beauce hi havia 6 explotacions agrícoles.

## Poblacions més properes
El següent diagrama mostra les poblacions més properes.